# 블루 스카이 타워
블루 스카이 타워(몽골어: Хөх тэнгэр цамхаг)는 몽골의 수도 울란바토르의 수흐바타르 광장 바로 남쪽에 서 있는 복합 용도의 25층, 105 미터(344 피트) 높이의 철골 유리 마천루이다. 이 건물에는 200개의 객실을 갖춘 호텔, 고급 아파트, 레스토랑, 사무실 및 회의 공간이 있다.

## 역사
대한민국 기업과 협력하여 설계된 이 마천루의 건설은 2007년에 시작되었으나, 2008년 6월 몽골 총선 이후 정치적 긴장으로 인해 일시적으로 중단되었다. 2009년 완공 당시 블루 스카이 타워는 울란바토르에서 가장 높은 건물이었으나, 이후 도시의 건설 붐의 일환으로 세워진 다른 건물들에 의해 추월되었다.

## 건축
이 마천루는 몽골의 별칭인 "영원한 푸른 하늘의 땅"을 참조하여 파란색을 띤 유리로 된 커튼월로 구성되어 있지만, 몽골의 투명성과 사업 개방성을 외국 기업에 알리는 신호이기도 하다. 블루 스카이 타워는 위치와 독특한 모양 덕분에 울란바토르 중심부의 스카이라인을 지배하는 랜드마크 역할을 한다. 돛이나 지느러미 스타일로 설계되었으며, 두바이의 부르즈 알 아랍을 본뜬 것으로 보인다. 몽골인들은 종종 이 건물을 경멸적으로 "고기 칼" 또는 "돛단배"라고 부르며 내륙 국가의 수도에 바다 테마의 건물이 지어진 목적은 불분명하다.

## 같이 보기
- 몽골의 마천루 목록